# Transports en commun de Tulle
TuT'Agglo pour Transports Urbains de Tulle est le réseau de transport en commun qui dessert les communes de la Communauté d'agglomération Tulle Agglo depuis le 1er septembre 2017. Ce réseau est géré par Transdev CFTA Centre Ouest pour la partie urbain et Chèze pour le TAD Agglo.

## Lignes du réseau

### Navette centre-ville
| Ligne | Caractéristiques | Caractéristiques                      | Caractéristiques                      | Caractéristiques                      | Caractéristiques                      | Caractéristiques                           | Caractéristiques                         | Caractéristiques                      | Caractéristiques                      |
| N     | Tulle — Gare SNCF ⥋ Tulle — Gare SNCF | Tulle — Gare SNCF ⥋ Tulle — Gare SNCF | Tulle — Gare SNCF ⥋ Tulle — Gare SNCF | Tulle — Gare SNCF ⥋ Tulle — Gare SNCF | Tulle — Gare SNCF ⥋ Tulle — Gare SNCF | Tulle — Gare SNCF ⥋ Tulle — Gare SNCF      | Tulle — Gare SNCF ⥋ Tulle — Gare SNCF    | Tulle — Gare SNCF ⥋ Tulle — Gare SNCF | Tulle — Gare SNCF ⥋ Tulle — Gare SNCF |
| ----- | --- | ------------------------------------- | ------------------------------------- | ------------------------------------- | ------------------------------------- | ------------------------------------------ | ---------------------------------------- | ------------------------------------- | ------------------------------------- |
| N     | Ouverture / Fermeture 1er septembre 2017 / — | Longueur —                            | Durée 41 min                          | Nb. d’arrêts 29                       | Matériel Minibus                      | Jours de fonctionnement L, Ma, Me, J, V, S | Jour / Soir / Nuit / Fêtes O / N / N / N | Voy. / an —                           | Exploitant Transdev CFTA CO           |
| N     | Desserte : - Villes et lieux desservis : Tulle (Gare SNCF, Médiathèque, Cinéma, Citéa, Centre Aqua, Cathédrale, Préfecture, C.C.S.) - Gares desservies : Gare de Tulle                |                                       |                                       |                                       |                                       |                                            |                                          |                                       |                                       |
| N     | Autre : - Arrêts non accessibles PMR : - Amplitudes horaires : La ligne fonctionne du lundi au samedi de 7 h 15 à 19 h 32 environ. - Date de dernière mise à jour : 20 novembre 2019. |                                       |                                       |                                       |                                       |                                            |                                          |                                       |                                       |
| N     | Dernière actualisation : — |                                       |                                       |                                       |                                       |                                            |                                          |                                       |                                       |

### Lignes urbaines
| Ligne | Caractéristiques | Caractéristiques                                                | Caractéristiques                                                | Caractéristiques                                                | Caractéristiques                                                | Caractéristiques                                                | Caractéristiques                                                | Caractéristiques                                                | Caractéristiques                                                |
| 1     | Tulle — Virevialle ⥋ Laguenne-sur-Avalouze — Église de Laguenne | Tulle — Virevialle ⥋ Laguenne-sur-Avalouze — Église de Laguenne | Tulle — Virevialle ⥋ Laguenne-sur-Avalouze — Église de Laguenne | Tulle — Virevialle ⥋ Laguenne-sur-Avalouze — Église de Laguenne | Tulle — Virevialle ⥋ Laguenne-sur-Avalouze — Église de Laguenne | Tulle — Virevialle ⥋ Laguenne-sur-Avalouze — Église de Laguenne | Tulle — Virevialle ⥋ Laguenne-sur-Avalouze — Église de Laguenne | Tulle — Virevialle ⥋ Laguenne-sur-Avalouze — Église de Laguenne | Tulle — Virevialle ⥋ Laguenne-sur-Avalouze — Église de Laguenne |
| ----- | --- | --------------------------------------------------------------- | --------------------------------------------------------------- | --------------------------------------------------------------- | --------------------------------------------------------------- | --------------------------------------------------------------- | --------------------------------------------------------------- | --------------------------------------------------------------- | --------------------------------------------------------------- |
| 1     | Ouverture / Fermeture 1er septembre 2017 / — | Longueur —                                                      | Durée 30 min                                                    | Nb. d’arrêts 26                                                 | Matériel Minibus                                                | Jours de fonctionnement L, Ma, Me, J, V, S                      | Jour / Soir / Nuit / Fêtes O / N / N / N                        | Voy. / an —                                                     | Exploitant Transdev CFTA CO                                     |
| 1     | Desserte : - Villes et lieux desservis : Tulle (Virevialle, Ecole de Virevialle, Cueille Haut, ZI Cueille, Espace commercial Cueille, Gare SNCF, Médiathèque), Laguenne-sur-Avalouze (Centre commercial, Mairie, Église) - Gares desservies : Gare de Tulle       |                                                                 |                                                                 |                                                                 |                                                                 |                                                                 |                                                                 |                                                                 |                                                                 |
| 1     | Autre : - Arrêts non accessibles PMR : - Amplitudes horaires : La ligne fonctionne du lundi au samedi de 7 h 12 à 18 h 47 environ. - Date de dernière mise à jour : 20 novembre 2019.                                                                             |                                                                 |                                                                 |                                                                 |                                                                 |                                                                 |                                                                 |                                                                 |                                                                 |
| 1     | Dernière actualisation : — |                                                                 |                                                                 |                                                                 |                                                                 |                                                                 |                                                                 |                                                                 |                                                                 |
| 2     | Tulle — Gare SNCF ⥋ Tulle — Maison de Retraite | Tulle — Gare SNCF ⥋ Tulle — Maison de Retraite                  | Tulle — Gare SNCF ⥋ Tulle — Maison de Retraite                  | Tulle — Gare SNCF ⥋ Tulle — Maison de Retraite                  | Tulle — Gare SNCF ⥋ Tulle — Maison de Retraite                  | Tulle — Gare SNCF ⥋ Tulle — Maison de Retraite                  | Tulle — Gare SNCF ⥋ Tulle — Maison de Retraite                  | Tulle — Gare SNCF ⥋ Tulle — Maison de Retraite                  | Tulle — Gare SNCF ⥋ Tulle — Maison de Retraite                  |
| 2     | Ouverture / Fermeture 1er septembre 2017 / — | Longueur —                                                      | Durée 27 min                                                    | Nb. d’arrêts 28                                                 | Matériel Minibus                                                | Jours de fonctionnement L, Ma, Me, J, V, S                      | Jour / Soir / Nuit / Fêtes O / N / N / N                        | Voy. / an —                                                     | Exploitant Transdev CFTA CO                                     |
| 2     | Desserte : - Villes et lieux desservis : Tulle (Gare SNCF, Médiathèque, Tulle Agglo, Maison de Santé, Lycée René Cassin, ÉEcole C. Chausson, Hôtel du Département, Hôtel de Ville, Cathédrale, Préfecture, Maison de retraite) - Gares desservies : Gare de Tulle |                                                                 |                                                                 |                                                                 |                                                                 |                                                                 |                                                                 |                                                                 |                                                                 |
| 2     | Autre : - Arrêts non accessibles PMR : - Amplitudes horaires : La ligne fonctionne du lundi au samedi de 7 h 5 à 18 h 33 environ. - Date de dernière mise à jour : 20 novembre 2019.                                                                              |                                                                 |                                                                 |                                                                 |                                                                 |                                                                 |                                                                 |                                                                 |                                                                 |
| 2     | Dernière actualisation : — |                                                                 |                                                                 |                                                                 |                                                                 |                                                                 |                                                                 |                                                                 |                                                                 |

### TAD Tulle
Le transport à la demande (TAD) permet de desservir certains secteurs situés à l’écart des lignes régulières. La ville de Tulle compte 13 arrêts TAD, dont 4 sont des arrêts nodaux (permettant des correspondances avec les lignes régulières du réseau)
Arrêts desservis :
- Archives départementales
- CCI
- Hôtel
- Oasis
- Puy Saint-Clair
- Le Rodarel
- SDIS
- ZI Mulatet Bas
- Zone commerciale de Mulatet

Arrêts nodaux :
- Gare SNCF
- Place Brigouleix
- Place Schorndorf
- Préfecture

### TAD Agglo
Le TAD agglo (ou périurbain) permet aux habitants du territoire de se rendre sur Tulle les mercredis toute la journée et les samedis matin.
Le service fonctionne de « porte à arrêt » et dessert l’ensemble des communes de l’agglo hors Tulle soit 44 communes.
La commune de Laguenne, déjà desservie par le réseau de transport urbain, bénéficie du service de TAD agglo seulement depuis les secteurs situés à plus de 500 mètres d’un arrêt desservi par la ligne 1.
Arrêts nodaux :
- Gare SNCF
- Place Brigouleix
- Place Schorndorf
- Préfecture

## Parc de véhicules
En décembre 2024, le parc d'autobus du réseau TUT'Agglo est composé de 8 véhicules dont 8 minibus. Au sein de cette flotte, les autres véhicules sont équipés de moteurs Diesel.

### Minibus
| Constructeur  | Modèle               | Nombre | Numéros de parc      | Période de mise en service | Affectation         | Exploitant                 | Observation |
| ------------- | -------------------- | ------ | -------------------- | -------------------------- | ------------------- | -------------------------- | ----------- |
| Durisotti     | Cityline             | 4      | 3730-3731, 3733-3734 | Août 2017                  | N 1 2               | Transdev CFTA Centre Ouest | –           |
| Durisotti     | Novibus              | 1      | 3031                 | Janvier 2011               | N 1 2               | Transdev CFTA Centre Ouest | –           |
| Mercedes-Benz | Sprinter City 65     | 1      | + 1 inconnu          | Février 2012               | N 1 2               | Transdev CFTA Centre Ouest | –           |
| Mercedes-Benz | Sprinter Transfer 45 | 2      | + 2 inconnu          | Juillet 2017               | TAD Tulle TAD Agglo | Voyages Cheze              | –           |

### Dépôt
- Le dépôt de Transdev CFTA Centre Ouest est situé dans la principauté, au 5 Rue du Dr Ramon, 19000 Tulle
- Le dépôt de Voyages Cheze (Osicars) est situé dans la principauté, au 1089 La Bitarelle, 19800 Gimel-les-Cascades